# Monumento a las víctimas del crucero Baleares
El Monumento a las víctimas del crucero Baleares es un monumento en forma de faro, situado en el parque de la Feixina de Palma (Mallorca, Islas Baleares, España). Es obra de los arquitectos Francisco Roca y Antonio Roca (padre e hijo respectivamente) y del escultor José Ortells.
Fue inaugurado el 16 de mayo de 1947 en memoria de los 788 tripulantes del crucero Baleares ahogados en el naufragio del barco durante la guerra civil española. El monumento contenía una estética y mensaje de claro enaltecimiento del régimen franquista, el totalitarismo y el fascismo hasta 2010, cuando fue reformado para adaptarlo a la Ley de Memoria Histórica y convertirlo en un monumento para la reconciliación.

## Historia

### Antecedentes

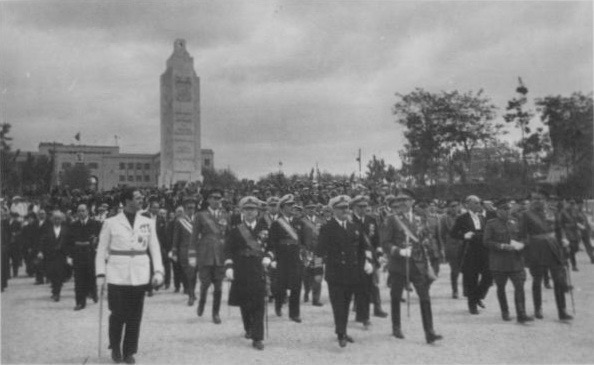
Inauguración del monumento en presencia del dictador Francisco Franco (16 de mayo de 1947)

Durante la Guerra Civil, la noche del 5 al 6 de marzo de 1938 el crucero Baleares del bando franquista participaba en la protección de un convoy procedente de Italia.
La flota se encontró con la Armada Republicana y se produjo un enfrentamiento (hoy conocido como la batalla del Cabo de Palos), durante la cual la flota republicana (posiblemente el destructor Lepanto) torpedeó al Baleares y provocó su hundimiento. Los destructores ingleses HMS Boreas y HMS Kempenfelt acudieron para auxiliar a los naufragados y pudieron rescatar a 435 marineros; el resto de la tripulación murió ahogada o ametrallada por la aviación republicana mientras intentaban salvarse, hasta un total de 788 tripulantes. Entre ellos, nueve flechas navales de Palma.

### Suscripción popular
Pocos días después del hundimiento, el diario local Última Hora promovió la construcción de un monumento conmemorativo a las víctimas e impulsó una suscripción popular. Llegaron donaciones de todo tipo (más o menos voluntarias), para reunir las 98.000 pesetas que costaría erigir el monumento. Se organizó un concurso de proyectos, expuestos desde el 20 de julio de 1939 en el comedor de Auxilio Social situado en el Paseo del Borne (entonces rebautizado como paseo del General Franco) junto al Cine Borne. Se presentaron catorce proyectos, sin especificar autoría: Flechas hacia los luceros, Heroico, Dios y Patria, Helmántica, Inmortalidad, Sacrificio, Virtud, Mediterráneo, Plus Ultra, Por Dios y por la Patria (1), Por Dios y por la Patria (2), Patria, Lucero y Sobre los luceros. El 28 de julio se anunciaba el proyecto ganador: Inmortalidad, que sería el que finalmente se llevaría a cabo y en el mes siguiente se designó la ubicación: el glacis del parque de la Feixina, en Palma.

### Construcción
Aunque no se había completado el presupuesto de construcción, las obras empezaron hacia octubre de 1939 después de haber habilitado el espacio necesario en el parque. Inicialmente estuvo bajo la dirección de los autores del proyecto, los arquitectos Francisco y Antonio Roca (padre e hijo respectivamente), pero la muerte de Francisco Roca en 1940 dejó la dirección y los detalles en Antonio Roca. A finales de 1940 el monumento estaba muy avanzado, pero las obras se interrumpieron al no haberse completado el presupuesto previsto, lo que obligó a realizar sucesivas campañas para poder completar los gastos. A mediados de 1942 quedaron terminadas las obras de reurbanización del parque de la Feixina para acogerlo, pero las obras del monumento seguirían paradas durante años. Sólo se habían recaudado 65.000 de las 98.000 pesetas previstas y la parte escultórica que faltaba se llevaba buena parte del presupuesto pendiente, ya que se preveía en bronce. En 1946 una donación del gobernador civil permitió completar las obras, pero realizando el grupo escultórico en piedra en lugar del bronce inicial.

### Inauguración

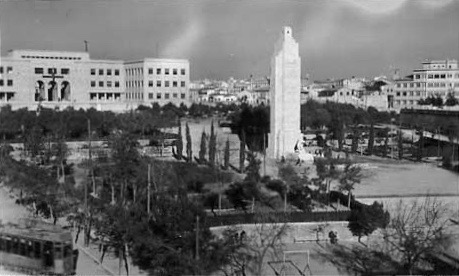
Vista del parque de la Feixina y el monumento, hacia 1950

El monumento fue inaugurado el 16 de mayo de 1947, aprovechando la visita oficial a Mallorca del general Francisco Franco. Entre otros actos celebrados en la isla con tal motivo se celebró una solemne ceremonia para inaugurarlo, dedicado según la retórica del momento «a los gloriosos caídos del crucero Baleares».

### Transición y democracia
Tras su construcción el monumento permanecería sin cambios durante todo el período de la Dictadura franquista. A partir de la transición a la democracia y debido a la carga ideológica que contenía sufrió ataques periódicamente (especialmente el grupo escultórico) y se convirtió en lugar de reunión habitual de grupúsculos ultraderechistas y nostálgicos del régimen franquista, especialmente para conmemorar el aniversario de la muerte del dictador Franco. En cualquier caso, durante el período democrático y hasta bien entrado el siglo XXI d. C. el monumento sufrió una degradación progresiva que obligó a retirar la escultura del marinero debido a su mal estado.

### Adaptación a la Ley de Memoria Histórica

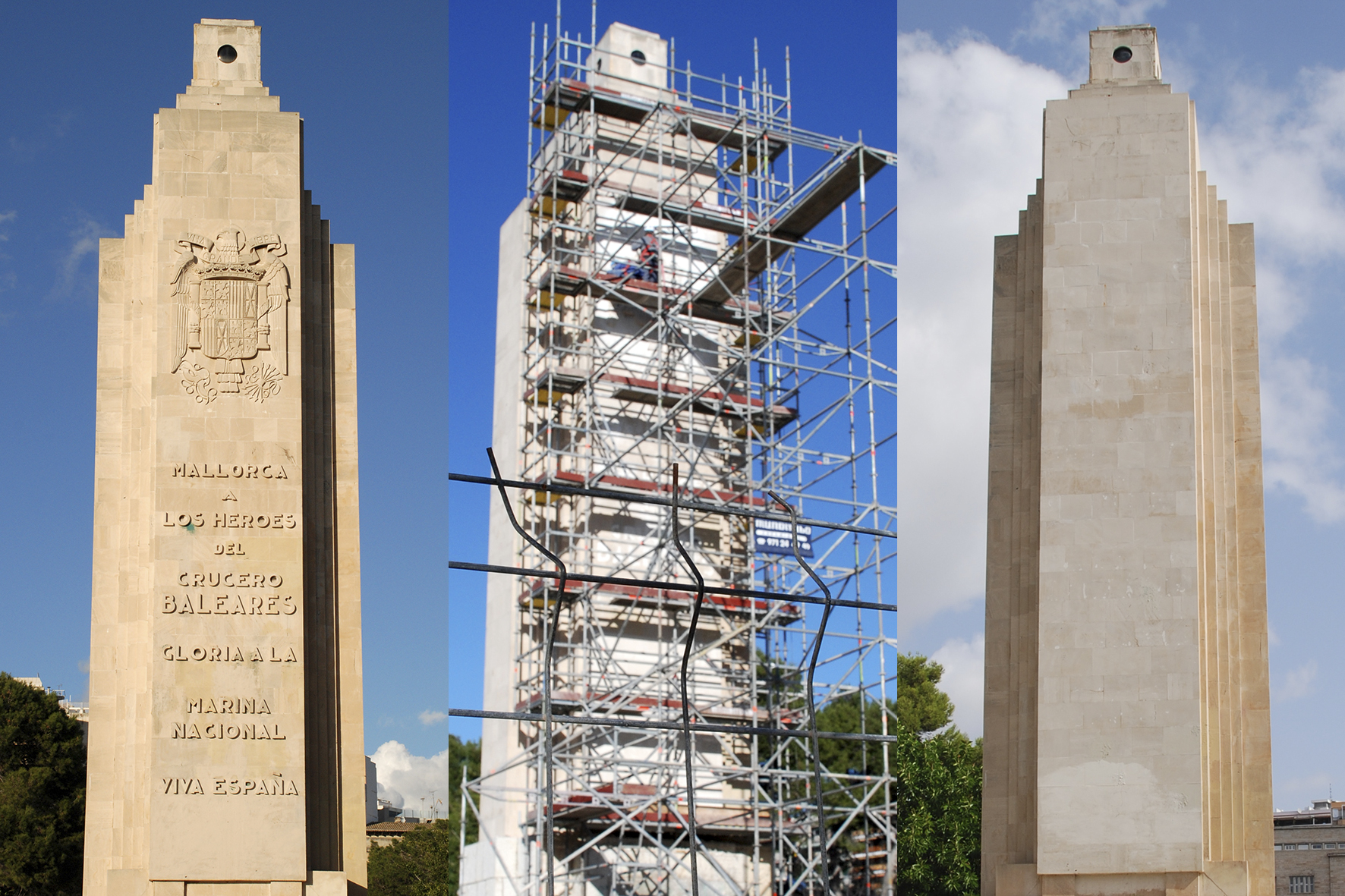
Proceso de resignificación del monumento (2010)

Tras la aprobación de la Ley de Memoria Histórica en España a finales de 2007, el Ayuntamiento de Palma, presidido por la socialista Aina Calvo Sastre (PSIB), abordó su aplicación en aquellos casos en que fuera necesario. Uno de los más relevantes fue el monumento, lo que abrió un intenso debate público dividido en dos opciones: descontextualizar el monumento o derribarlo. Finalmente, el 31 de enero de 2010 el Ayuntamiento aprobó por unanimidad de todos los grupos políticos la vía de la descontextualización y se eliminaron aquellos elementos considerados de enaltecimiento del franquismo, el totalitarismo y el fascismo, y que fuera «símbolo de la voluntad democrática de no olvidar nunca los horrores de las guerras y las dictaduras».

### Debates posteriores
A partir de 2015, con el retorno de un gobierno de izquierdas a la ciudad, la supervivencia del monumento volvió a ser objeto de debate con la consiguiente participación de entidades y especialistas, partidarios de la conservación y otros de la demolición. En 2017 el Ayuntamiento de Palma inició los trámites para derribar el monumento, pero el proceso quedó detenido en los tribunales alegando deficiencias en la tramitación como Bien Catalogado donde fue desestimada la catalogación. Por otra parte, a raíz de la aprobación de la Ley 2/2018, de 13 de abril, de memoria y reconocimiento democráticos de las Islas Baleares (BOIB n.º 48, de 18 de abril de 2018) se creó una Comisión Técnica de Memoria y Reconocimiento Democráticos de las Islas Baleares que elaboró un censo de elementos susceptibles de ser retirados o eliminados, entre los que se encontraba el monumento.

### Catalogación
En 2020 los tribunales sentenciaron que el Consejo Insular de Mallorca debía considerar el monumento como Bien Catalogado, lo que impidió su demolición. Finalmente, el 26 de septiembre de 2023 el Consejo Insular de Mallorca aprobaba la catalogación definitiva del monumento y, por tanto, se evitaba su demolición.

## Descripción

### Ubicación y alrededores

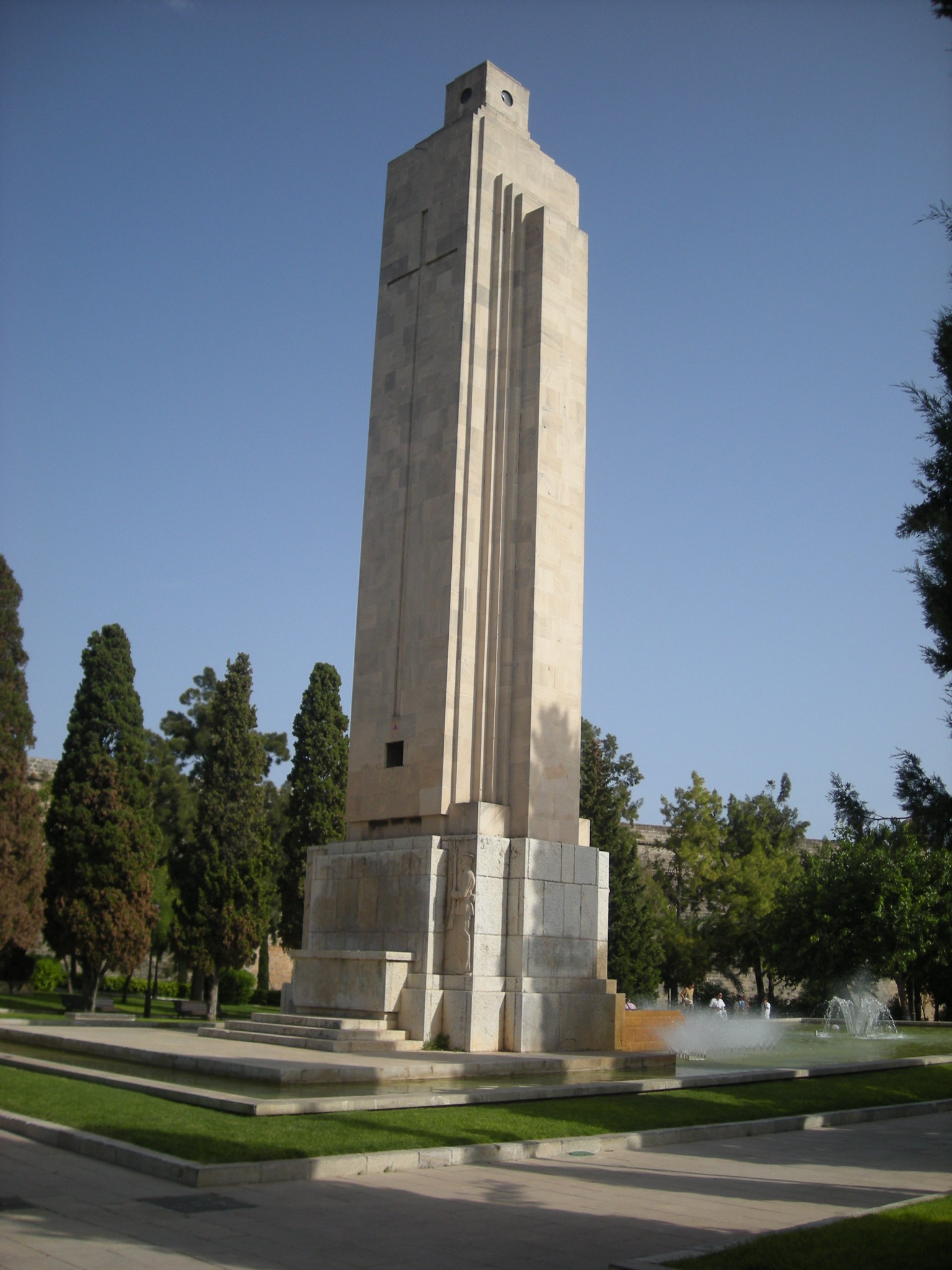
Vista lateral

El monumento se sitúa en el centro del actual parque de la Feixina, en medio de un estanque artificial de forma alargada que de manera intermitente atraviesa los tres niveles del parque. Todo el complejo (monumento y estanque) abarca una superficie total de 400 metros cuadrados, distribuidos en tres niveles de altura, los mismos correspondientes al parque. Todo el complejo del monumento ocupa la franja central del parque y lo atraviesa. longitudinalmente. Parece que tanto la ubicación como el estanque que le rodea no estaban previstos en el proyecto original, sino que fue una concesión municipal para complementar el monumento y dar relieve a su presencia.

### Estilo
Dada la simplicidad formal y la carencia casi total de ornamentación no es fácil ubicarlo en un estilo definido. Contiene elementos propios tanto de la estética Art déco y el Racionalismo arquitectónico, así como del Clasicismo despojado o Neoclasicismo.

### La columna
El elemento principal del monumento es una voluminosa columna poligonal con planta de cruz griega, construida en piedra de marés y de 22 metros de altura, la cual representa un faro marítimo. Los cuatro brazos del faro tienen una longitud similar, pero dos de ellos (norte y sur) tienen una anchura mayor que los demás (este y oeste). Los lados principales son el sur, encarado hacia el mar, y el norte, encarado al actual CEIP Rei Jaume I. El lado sur era el más importante y allí fue grabada la inscripción conmemorativa, hoy borrada. El lado norte tiene grabada una sencilla cruz católica y en la base dispone de un altar para la celebración de misas en campaña. Ubicado en el centro del parque de la Feixina, la columna es el componente más visible del monumento.

### Esculturas, grabados e inscripciones

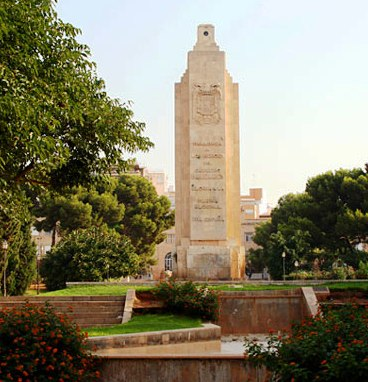
Vista frontal con inscripción original

Frente al lado sur hay una plataforma sobre la que se encontraba la escultura conmemorativa que representaba a un marinero moribundo apoyado en un ancla con el brazo en alto. Inicialmente prevista en bronce, por falta de presupuesto fue construida en piedra. En la base de los lados norte y sur se encuentran los relieves de unos marineros en posición de presentar armas. En el lado sur del faro se podía ver un enorme escudo franquista en que se leía la siguiente inscripción:

MALLORCA A LOS HEROES DEL CRUCERO BALEARES. GLORIA A LA MARINA NACIONAL. VIVA ESPAÑA

Estas fueron las aportaciones del escultor José Ortells al proyecto. Actualmente, a excepción de los relieves de los marineros, el resto ha desaparecido en cumplimiento de la Ley de Memoria Histórica y se añadió una valla metálica que envuelve el monumento, con la siguiente inscripción en cinco idiomes (castellano, catalán, inglés, alemán y francés):

Este monumento fue erigido en 1948 en recuerdo de las víctimas del hundimiento del crucero Baleares, durante la Guerra Civil (1936-1939) Hoy es para la ciudad símbolo de la voluntad democrática de no olvidar nunca los horrores de las guerras y las dictaduras. Palma 2010

### Faro e iluminación nocturna

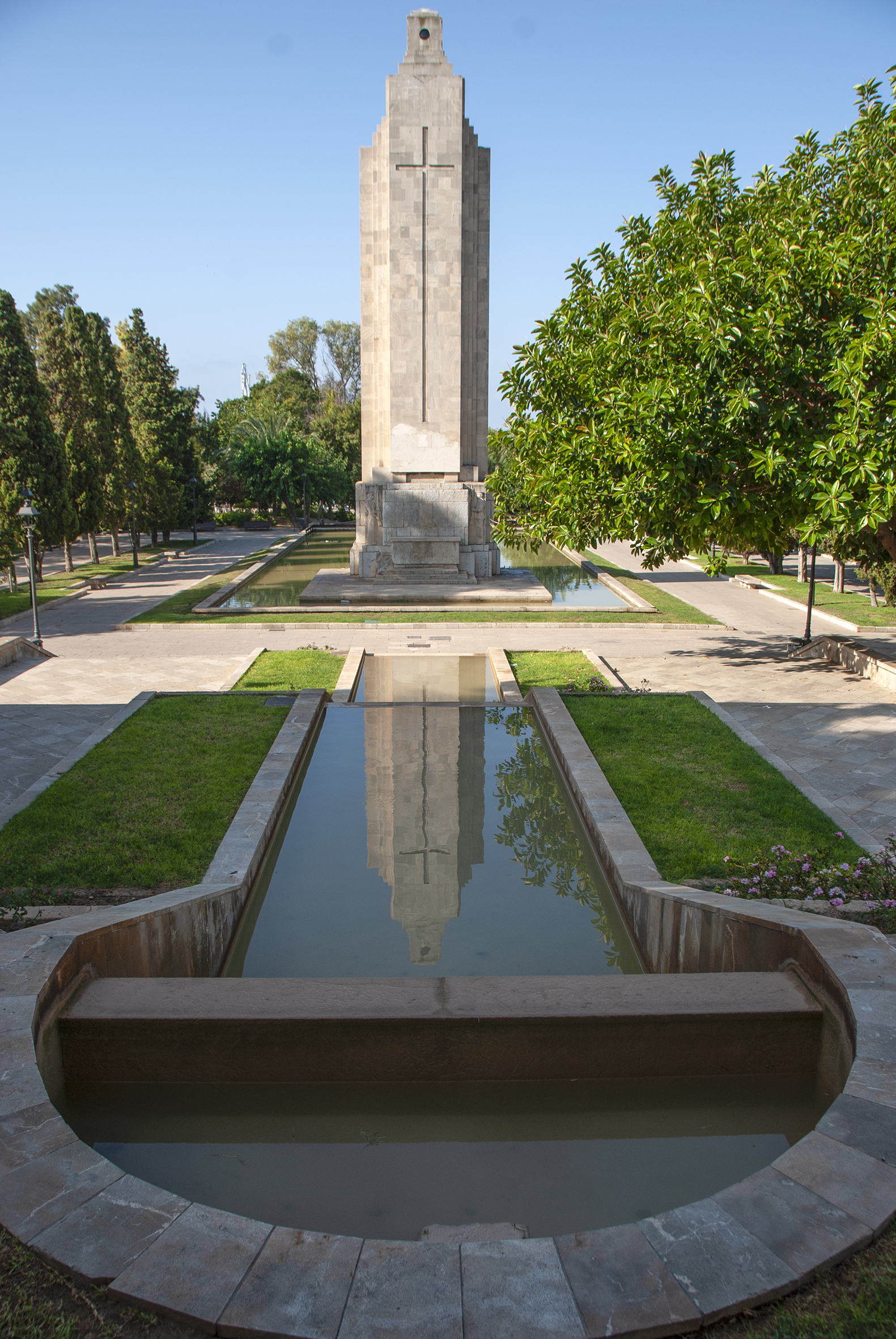
Vista trasera actual (2017)

Encima del monumento se encuentra la cúpula, también cuadrangular, con un faro estático de cinco lentes: cuatro por lado y una superior. Cuando fue inaugurado, la luminaria funcionaba cuando oscurecía e iluminaba los alrededores con destellos de luz, como si hiciera la función de un faro real. La lámpara dejó de funcionar en fecha indeterminada, por motivos desconocidos.